# Evgeni Zamiatin
Evgéni Ivánovitch Zamiátin (Евге́ний Ива́нович Замя́тин por vezes traduzido para português como Eugene Zamiatin ou Eugene Zamiatine ou Ievguêni Zamiátin) (Lebedian, 1 de fevereiro de 1884 - Paris, 10 de março de 1937) foi um escritor russo, famoso pelo seu romance Nós, a história de um futuro distópico que influenciou os romances Laranja Mecânica, de Anthony Burgess, Admirável Mundo Novo, de Aldous Huxley, 1984, de George Orwell e Anthem, de Ayn Rand.
Zamiatin também escreveu vários contos, na forma de contos de fadas, que constituíram uma crítica satírica do regime comunista russo. Um exemplo é uma história na qual o presidente de câmara decide que para fazer toda a gente feliz terá de fazer toda a gente igual. Começa por forçar toda a gente, ele próprio incluído, a viver num grande quartel, depois a rapar os cabelos para ser iguais aos calvos, e finalmente a tornar-se mentalmente deficientes para igualizar os níveis de inteligência com os deficientes mentais.
O pai de Zamiatin era um sacerdote ortodoxo russo e professor e a mãe era musicista. Ele estudou engenharia naval em São Petersburgo de 1902 a 1908, período em que aderiu aos bolcheviques. Foi preso durante a revolução russa de 1905 e exilado, mas regressou a São Petersburgo onde viveu clandestinamente até partir para a Finlândia em 1906 para concluir os estudos.
Depois de concluir o curso e se tornar engenheiro naval, Zamiatin começou a escrever ficção como passatempo. Foi preso e exilado pela segunda vez em 1911, mas foi amnistiado em 1913. Em 1916 foi para Inglaterra supervisionar a construção de quebra-gelos nos estaleiros de Newcastle-upon-Tyne e escreveu mais tarde The Islanders, satirizando o modo de vida inglês.
Ao regressar à Rússia, Zamiatin escreveu Ujezdnoje (Coisas de Província) em 1913, que satiriza a vida numa pequena cidade russa e lhe trouxe alguma fama. No ano seguinte, foi julgado por maltratar os militares na sua história Na Kulichkakh. Continuou a contribuir para vários jornais socialistas. Depois da revolução russa, editou várias revistas, deu palestras sobre a escrita e editou traduções russas de trabalhos de Jack London, O Henry, H. G. Wells e outros.
Zamiatin apoiou a Revolução de Outubro, mas tornou-se crítico da censura praticada pelos bolcheviques. Os seus trabalhos foram-se tornando cada vez mais críticos do regime e cada vez mais suprimidos à medida que a década de 1920 ia avançando. Por fim, os seus trabalhos foram banidos e ele foi proibido de publicar, em especial depois da publicação de Nós num jornal de emigrados russos, em 1927.

## Morte

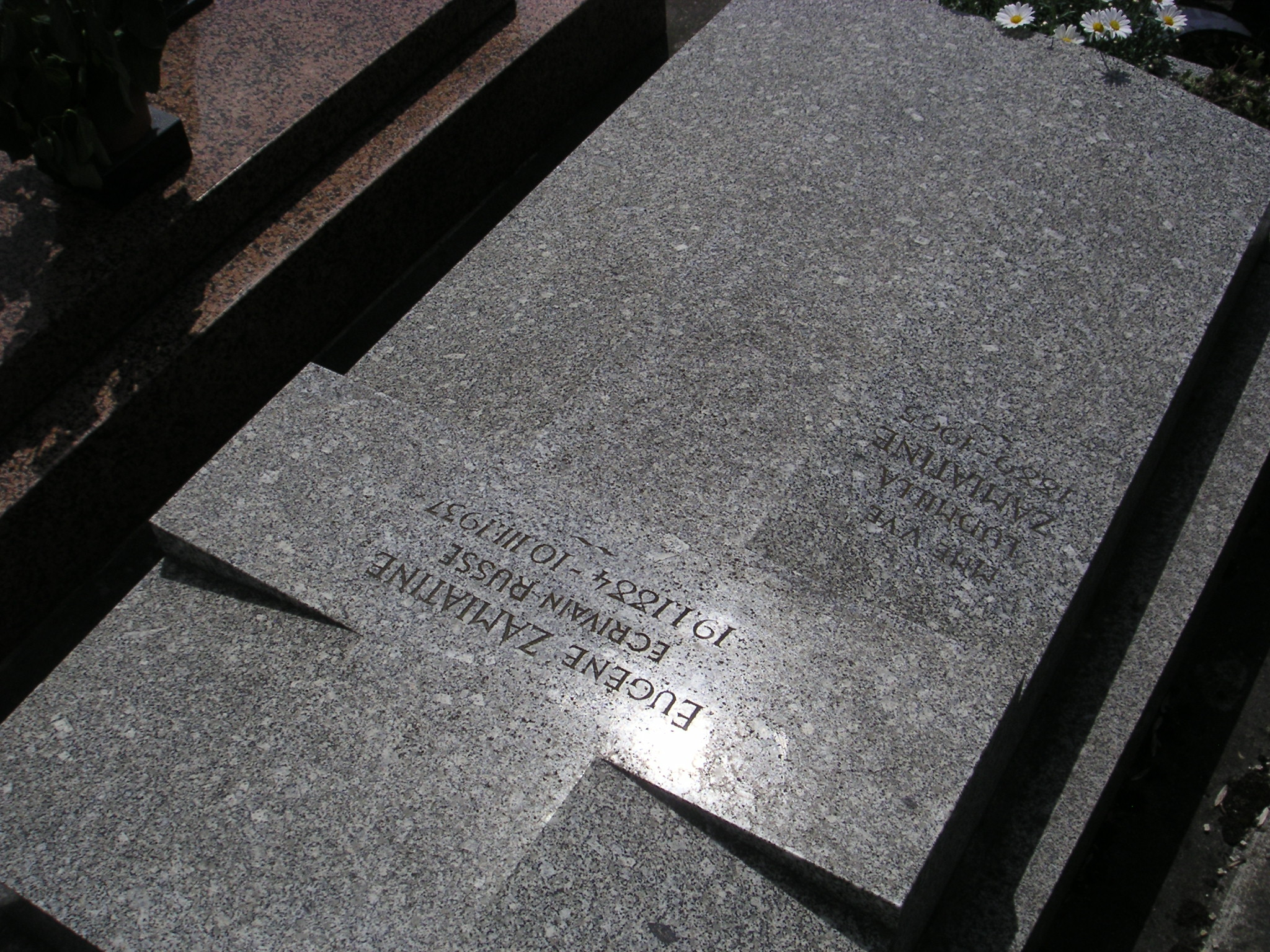
Túmulo de Yevgeny Zamiatin no "Cimetière de Thiais", lote 21, linha 5, túmulo 36.

Acabou por obter a autorização de Estaline para abandonar a Rússia em 1931, depois de Gorki ter intercedido por ele, e instalou-se em Paris com a sua mulher, onde morreu na pobreza em 1937, devido a um infarto, aos 53 anos.